# Léon Thibaudeau
 (avril 2012).
Si vous disposez d'ouvrages ou d'articles de référence ou si vous connaissez des sites web de qualité traitant du thème abordé ici, merci de compléter l'article en donnant les références utiles à sa vérifiabilité et en les liant à la section « Notes et références ».
Pour les articles homonymes, voir Thibaudeau.
Léon Emmanuel Thibaudeau, né le 18 septembre 1883 à Parançay, hameau de Bernay-Saint-Martin, Charente-Maritime, et mort le 29 juillet 1946 à Caudéran (Gironde), est un administrateur colonial français.

## Biographie
Fils d'un menuisier, il profite de son service militaire pour préparer les concours d’entrée dans une école militaire mais également celui de rédacteur des services civils d’Indochine. Reçu aux deux, il abandonne le concours militaire et choisit la carrière civile en Indochine.
Arrivé en 1907 au Sud-Annam, il donne de sa personne pendant un typhon et une épidémie de choléra, ce qui lui vaut la médaille d'honneur des épidémies. Menant la vie des jeunes administrateurs de l'époque, il visite à cheval et à dos d'éléphant les villages annamites et l'arrière pays Moï de sa province. Il entreprend l'étude de la langue annamite, qu'il parlera avec finesse et distinction.
En 1914, il est mobilisé sur place. À l'issue d'un congé de convalescence en France, il ne rejoint pas l'Indochine mais s'engage le 17 avril 1917. Affecté au 6e régiment d'Infanterie, il y reste jusqu'en 1919 et reçoit la Croix de guerre.
Il épouse le 11 avril 1917 Suzanne Perdoncini, qui saura le seconder dans les obligations sociales de sa carrière, avec simplicité, dignité et bonté.
De 1919 à 1928, il est administrateur adjoint, puis Résident des provinces de Phanrang, Qui-Nhon, Hatin et Tanh-Hoa.
Nommé en 1928 à Hué, il y reste jusqu'en 1931 comme Directeur des Bureaux, puis Inspecteur des Affaires politiques et administratives, à une époque de troubles graves dans la province de Vinh.
Il est rappelé à Hué en 1933 pour l'intérim du Résident supérieur, qu'il assurera jusqu'en 1934, pendant une période délicate en raison du retour en Annam du jeune empereur Bao-Dai (à l'issue de son éducation en France), de son couronnement puis de son mariage.
En 1935, de retour de congé, il apprend qu'il est nommé Inspecteur des Affaires politiques et administratives du Cambodge. Un an plus tard, le Résident supérieur M. Sylvestre, appelé à l'intérim du Gouverneur général, choisit Léon Thibaudeau qu'il avait su apprécier, pour le remplacer dans ses fonctions à Phnom-Penh, fonctions dans lesquelles il est titularisé quelques mois plus tard, et qu'il assumera jusqu'à la fin de 1941, année où le jeune Norodom Sihanouk accède au trône.
Pendant les sept années de présence au Cambodge, il s'est constamment préoccupé d'améliorer les conditions de vie économique de la population. C'est ainsi qu'il assure aux paysans – périodiquement atteints par les inondations – des réserves de grains leur permettant de subvenir à leur nourriture et d'assurer le réensemencement de leurs terres. Il crée, par ailleurs, des antennes médicales itinérantes, pour visiter les villages éloignés des hôpitaux régionaux.
De plus, constatant que les pêcheurs cambodgiens sont soumis aux conditions des négociants chinois, tant pour leurs équipements que pour l'écoulement du produit de leur pêche, il veut les libérer de ce monopole de fait. Il veut aussi faire bénéficier au maximum le Cambodge des ressources importantes que représentent les eaux poissonneuses du Mékong, du Tonlé Sap et de l'environnement maritime.      
À cet effet, après une étude effectuée par l’Institut océanographique, il crée – sur des fonds avancés par le Protectorat –, deux sociétés coopératives de Pêcheries dont l'organisation, bien adaptée aux besoins locaux, provoque un essor important de la pêche.
Ayant reçu de l'État le monopole d'exploitation de la pêche, ces coopératives assurèrent jusqu'à 15 % des ressources budgétaires du pays, et le gouvernement cambodgien, ultérieurement, les conserva pratiquement dans leurs structures.
Dès le début de la guerre, il se préoccupe de constituer une importante réserve de médicaments de base.
En 1941, le décès du roi Sisowath Monivong pose un problème politique majeur du fait de la rivalité des deux branches de la famille royale, dans laquelle doit être choisi le futur souverain. Attentif à la complexité des intérêts en jeu, et à la qualité des personnalités en cause, il sait faire valoir auprès des autorités de décision, un successeur inattendu : le jeune prince Sihanouk, descendant des deux familles rivales, et petit-fils par sa mère du roi défunt.
Pour la deuxième fois au cours de sa carrière, il a donc eu la lourde charge de préparer et d’assurer l’accession au trône d’un jeune souverain.

Au cours de cette même année, il avait à plusieurs reprises exprimé au Gouverneur Général, l’amiral Decoux, son grave désaccord sur la politique conduite par Vichy en Indochine. Opposé, en outre, à l’application de mesures discriminatoires visant certaines catégories de personnes, il refuse de s'associer à cette politique et demande sa mise à la retraite.
Il se retire à Dalat en janvier 1942.
Interné par les Japonais en 1945, il sort de prison méconnaissable, marqué par la maladie qui devait l’emporter quelques mois plus tard. Ses compagnons de captivité ont gardé le souvenir d’un homme généreux qui oubliait ses propres épreuves pour les réconforter, et dont la dignité et le courage leur étaient un exemple[réf. nécessaire]. 
Après sa libération, des responsables annamites viennent le voir pour lui demander de défendre auprès du Gouvernement français la cause d'une République Annamite indépendante, dont ils le savent partisan. Cette cause, qu'il n'est plus en état de défendre lui-même, il la confie sans succès à d'autres.
Rapatrié gravement malade en avril 1946, il meurt à Caudéran (commune aujourd’hui annexée à Bordeaux) trois mois plus tard, après avoir consacré 39 ans de sa vie à cette Indochine qu'il aimait.
Il laissait à sa veuve la charge d'assurer l'éducation de leur plus jeune fils, alors âgé de 10 ans.
Ils eurent 4 enfants : Simone, Hélène, Yves mort à Dong Hoi et qui est resté en terre indochinoise, et enfin Alain.
Il était officier de la Légion d’honneur.

## Sources
- (en) Penny Edwards, Cambodge: The Cultivation of a Nation, 1860-1945, p. 211-229, éd. University of Hawaii Press, 2007,  (ISBN 0824829239).
- « Léon Thibaudeau (1883-1946) », pages 410-412 in Hommes et Destins, tome VI : Asie, publié par l’Académie des sciences d’outre-mer 15, rue Lapérouse à Paris, achevé d’imprimer en 1985, 474 pages, (ISBN 2-90098-08-4) édité erroné (indiqué dans l’ouvrage)  (ISBN 2-900098-08-4) (rectifié)
- Léon Thibaudeau, Discours prononcés par S. M. Sisowathmonivong, roi du Cambodge, et M. le résident supérieur Thibaudeau, à l’ouverture de la session ordinaire de l’Assemblée consultative du Cambodge, 25 octobre 1937, éd. A. Portail, 1938
- Léon Thibaudeau, Discours prononcé par M. le résident supérieur Thibaudeau, à l’ouverture de la séance ordinaire du Conseil des intérêts français économiques et financiers du Cambodge, éd. A Portail, 1938.